# Битва под Лопушным
Битва под Лопушным (известная также как Битва под Вишневцем) — сражение между войсками Королевства Польского и Великого княжества Литовского под командованием гетманов Николая Каменецкого и Константина Острожского с одной стороны и Крымского ханства с другой, состоявшееся 28 апреля 1512 года и завершившееся поражением татар.

## Перед битвой
В 1512 году перед началом русско-литовской войны 20 тысяч татар во главе с тремя младшими представителями рода Гиреев (их имена в источниках отсутствуют) без соизволения хана Менгли Гирея зашли далеко в глубь Великого княжества Литовского и Русского воеводства. В марте 1512 года стало известно, что 20-тысячное войско крымских татар зимует близ Чёрного леса, около притоков Ингула. За ними присматривал отряд из 585 всадников под руководством Яна Творовского, который располагался к востоку от Каменца, следя за ведшим в Подолию Кучманским шляхом. Многочисленные замки Подольского воеводства создавали дополнительную защиту на этом пути. В Остроге находился гетман Константин Острожский, который возглавлял посполитое рушение с Волыни.
В конце марта татары перешли границу, пройдя так называемым Чёрным шляхом, ведущим на Волынь. Этот путь не был прикрыт военными отрядами, а замков на нём стояло немного (Кременчуг, Вишневец и Збараж). Под Кузьминым татары разбили первый лагерь, а под Буском, куда они дошли 7 апреля 1512 года — другой. Отсюда основная часть крымского войска направилась ко Львову, Перемышлю, Красныставу и даже добралась до Люблина и Хелма, в то время как часть татар пошла на юг за Днестр, дойдя до Коломыи.
Нашествие татар началось в тот момент, когда сбор польских и литовских войск не был завершён. Впрочем, некоторые польские отряды дали отпор одиночным отрядам татар: ротмистр Крчоновский во главе отряда из 60-и всадников разбил около сотни татар, ротмистры Фредро и Хербурт с отрядом в 150 сабель разбили татарский отряд в 4 сотни человек, а Ланцкоронский — 700 татар. Во всех этих столкновениях были освобождены захваченные татарами пленные.
Под защитой этих малочисленных отрядов, в условиях отсутствия связи с отрезанным отрядом Творовского и ужаса, нагнетавшегося татарскими отрядами, во Львове происходил сбор польского войска. 22 апреля сюда прибыл коронный гетман Николай Каменецкий. К этому времени в городе уже находились 2 тысячи наёмных кавалеристов, рота пехоты численностью 300 солдат, небольшой артиллерийский отряд в две пушки и легкая надворная хоругвь Войцеха Самполинского. Кроме того, во Львов пришёл небольшой отряд русской шляхты. В лагере собралось войско примерно в 4 тысяч солдат.
Тем временем татарские отряды стали возвращаться в лагерь под Буском. Поляки приняли решение не дожидаться прибытия отряда Творовского и идти прямо на татар. Но в то время, когда польское войско вышло 24 апреля из Львова на Вишневец, крымское войско уже начало отступление из-под Буска.
27 апреля под Вишневцем польский отряд встретился с литовским ополчением с Волыни под руководством гетмана Константина Острожского. После встречи союзное войско насчитывало 6 тысяч человек. Было решено совершить ночной марш, чтобы перехватить татар перед тем, как они разделятся между Кучманским и Чёрным шляхами. Разведчики выяснили, что крымское войско разбило лагерь на ночлег под селом Лопушней. На рассвете 28 апреля 1512 года, когда татары уже собрали лагерь и начали дальнейшее движение, польско-литовское войско подошло к Лопушне.

## Битва
В польско-литовском боевом порядке на правом фланге стояли конные отряды гетмана Острожского, а на левом — польские войска, которые тоже состояли в основном из кавалеристов, но содержали небольшой отряд пехоты и две пушки. Пехоту и пушки разместили в первой линии, перед польской конницей, чтобы их огонь остановил первый натиск татар.
Татары выстроились в две линии напротив польско-литовского войска, закрывая собой обоз с пленными и захваченными ценностями.
Фланги союзного войска упирались в лес, поэтому татары не могли использовать свою излюбленную тактику обхода противника с флангов. В связи с этим крымское войско попыталось сильным ударом рассечь польско-литовский строй на две части. Вскоре после того, как противники сошлись, татарам удалось вбить клин между польским и литовским крылом и прижать численно слабейшее литовское войско к лесу. Гетман Каменецкий послал им на помощь одну конную хоругвь, стремясь сохранить основные силы для решающего удара. Лишь когда татары кинули все свои силы в бой, Каменецкий ударил резервным отрядом и разбил противника, заставив того убегать, бросив обоз. Войска союзников освободили большое количество пленных, но не сумели полностью разгромить врага, который сумел, хоть и с большими потерями, уйти в Крым.

## Последствия
Узнав о разгроме под Лопушней, старый хан решил заключить договор с Королевством Польским и Великом княжеством Литовским. Он потребовал от короля и великого князя Сигизмунда, чтобы тот выдал ему живым или приказал убить заключенного заволжского хана Шах-Ахмеда, который бежал в Литву после поражения от Менгли Гирея в 1502 году; обещал выставить на войну с Москвой 30 тысяч всадников за ежегодную выплату поминок в размере 15 тысяч дукатов, в чём присягнул на Коране и выслал к королю двух заложников, своего внука Джалаладдина и сына князя Дивлет-бахтия, со свитой улан и слуг. Менгли Гирей не выполнил полностью обещание, поскольку послал войска на московский рубеж только в 1512 и в следующем, 1513 году, но не пускал отряды на польские и литовские земли.